# نووا وس (ناحیه ژدار ناد سازاوو)
نووا وس (ناحیه ژدار ناد سازاوو) (به چکی: Nová Ves) یک منطقهٔ مسکونی در جمهوری چک است که در ناحیه ژدار ناد سازاووو واقع شده‌است. نووا وس ۴٫۱۵ کیلومتر مربع مساحت و ۱۷۹ نفر جمعیت دارد و ۵۳۷ متر بالاتر از سطح دریا واقع شده‌است.